# 5K HD
5K HD ist eine österreichische Avantgarde-Pop-Band bestehend aus den vier Instrumentalisten Martin Eberle, Benny Omerzell, Manu Mayr und Andreas Lettner sowie der Sängerin Mira Lu Kovacs (Schmieds Puls).

## Geschichte
Gemeinsame Auftritte und Kollaborationen gab es ab 2016, zunächst noch unter dem Namen Kompost 3 feat. Mira Lu Kovacs. Mit Veröffentlichung das Debütalbums And to in A (Seayou Records) benannte sie die Band 2017 in 5K HD um. Der Bandname ist laut Kovacs eine Anspielung auf den Gegensatz zwischen einem „kalten Produktnamen“, wie bei Smartphones oder HD-Fernsehern, und der doch eigentlich „emotionalen Musik“. Erste Auftritte mit dem gemeinsamen Programm hatten 5K HD am Popfest Wien und beim Jazzfestival Saalfelden, worauf der offizielle Tourstart im WUK und eine Tournee durch Österreich, Deutschland und die Schweiz folgten.
Das Album erfreute sich äußerst positiver Kritiken in der Musikpresse, konnte sich allerdings nicht in den österreichischen Charts platzieren. 2018 wurde die Band bei den Amadeus Austrian Music Awards in den Kategorie Jazz/World/Blues sowie für den FM4 Award nominiert. And to in A war außerdem eines der nominierten Alben für den Tonstudiopreis Bester Sound.
Im September 2019 erschien das zweite Album High Performer, mit dem die Band auch auf Tournee durch Österreich und Deutschland ging und Konzerte in Belgien, Luxemburg, Ungarn und im Vereinigten Königreich spielte. Im Rahmen des Festivals Eurosonic Noorderslag in den Niederlanden gewannen sie 2020 den Music Moves Europe Talent Award. Vom VTMÖ wurde High Performer als österreichischer Beitrag zur Wahl des Impala European Independent Albums of the Year 2020 nominiert.
Ende 2019 verließ der Schlagzeuger Lukas König die Band und wurde von Andreas Lettner abgelöst.
2021 und 2022 veröffentlichte die Band die beiden Live-Alben Creation Eats Creator (2021) und Studio Live Session (2022). Im selben Jahr wurde auch eine Videoaufnahme aus den Little Big Beat Studios veröffentlicht.

## Diskografie

### Singles
- Mute (als Kompost 3 feat. Mira Lu Kovacs) (2016, Laub)
- What If I (2017, Seayou)
- Anthem (2017, Seayou)
- In, Out (2019, fiveK Records)
- 10/15 (2019, fiveK Records)
- Crazy Talk (2019, fiveK Records)
- Happy Fxxxing Life (2020, fiveK Records)
- Justice (2020, fiveK Records)
- Off and On (2023, fiveK Records)
- CONSIDER (2023, fiveK Records)

### EPs
- Mem (als Kompost 3 feat. Mira Lu Kovacs) (2016, Laub)

### Alben
- And to in A (2017, Seayou)
- High Performer (2019, fiveK Records)
- Creation Eats Creator (2021, fiveK Records/ink Music)[14]
- Studio Live Session (2022, LoEnd Records)[15]

## Auszeichnungen
- Amadeus-Verleihung 2020 – Tonstudiopreis Best Sound für High Performer (Recording: Maximilian Walch, Manuel Mayr; Mix: Maximilian Walch; Mastering: Nikodem Milewski; Künstlerische Produktion: Maximilian Walch, Manuel Mayr)
- Bei den FM4 Jahrescharts 2020 wurde Happy Fxxxing Life zum besten Song des Jahres gekürt.[18]